# Kanton Douai-Nord-Est
Der Kanton Douai-Nord-Est war bis 2015 ein französischer Kanton im Arrondissement Douai, im Département Nord und in der Region Nord-Pas-de-Calais. Sein Hauptort war Douai. Vertreter im Generalrat des Departements war zuletzt von 2004 bis 2015 Erick Charton (PS). 

## Gemeinden
Der Kanton bestand aus einem Teil der Stadt Douai (angegeben ist die Gesamteinwohnerzahl, im Kanton waren es etwa 6.500 Einwohner) und weiteren fünf Gemeinden:
| Gemeinde            | Einwohner Jahr | Fläche km² | Bevölkerungsdichte | Code INSEE | Postleitzahl |
| ------------------- | -------------- | ---------- | ------------------ | ---------- | ------------ |
| Auby                | 7.369 (2013)   | 7,12       | 1035 Einw./km²     | 59028      | 59950        |
| Douai               | 41.189 (2013)  | –          | – Einw./km²        | 59178      | 59500        |
| Flers-en-Escrebieux | 5.858 (2013)   | 7,11       | 824 Einw./km²      | 59234      | 59128        |
| Râches              | 2.720 (2013)   | 4,87       | 559 Einw./km²      | 59486      | 59194        |
| Raimbeaucourt       | 4.079 (2013)   | 11,08      | 368 Einw./km²      | 59489      | 59283        |
| Roost-Warendin      | 6.152 (2013)   | 7,16       | 859 Einw./km²      | 59509      | 59286        |